# Об'ємний відсоток
Об'є́мний відсо́ток (теж, що і об'ємна частка) — концентрація розчину рідких або газоподібних речовин, виражена у відсотках через відношення об'єму розчиненої речовини до об'єму розчину.
Скорочено позначається: % об. (англ. vol%.).
Визначення:
Об'ємний відсоток = (Об'єм розчиненої речовини / Об'єм розчину) * 100 %
Наприклад: «Вміст спирту 40 % об.» означає, що 40 % від об'єму даного розчину становить спирт.